# أنيتا سيفرا
أنيتا سيفرا (بالمجرية: Cifra Anita)‏ مواليد 6 أغسطس 1989 في المجر، هي لاعبة كرة يد مجرية. مثلت منتخب المجر لكرة اليد للسيدات.

## سجل المنافسة
شاركت في البطولات التالية:
- بطولة العالم لكرة اليد للسيدات 2013